# Kielski kanal
Kielski kanal (Nord-Ostsee-Kanal), 98 km dug kanal koji povezuje Sjeverno s Baltičkim morem i tako skraćuje put za 519 km.
Prva veza između dva čvora je bio Eiderski kanal koji je završen 1784. Imao je dužinu od 43 kilometra i činio je dio 175 kilometra dugog vodenog puta od Kiela na Baltičkom moru do ušća rijeke Eider u Sjeverno more. Bio je 29 metara širok i 3 metra dubok.
Lipnja 1887. počela je izgradnja novog kanala u kojoj je sudjelovalo 9000 radnika. Novi kanal je službeno otvoren 20. lipnja 1895. Da bi se zadovoljio sve veći promet kanal je proširen između 1907. i 1914. godine. Poslije Prvoga svjetskog rata kanal je internacionaliziran. Adolf Hitler je poništio njegov međunarodni status 1936. godine. Poslije Drugoga svjetskog rata kanal je ponovo otvoren za sve brodove.

## Vanjske poveznice
|  | Zajednički poslužitelj ima još gradiva o temi Kielski kanal |